# La Prétière
La Prétière – miejscowość i gmina we Francji, w regionie Burgundia-Franche-Comté, w departamencie Doubs.
Według danych na rok 1990 gminę zamieszkiwało 149 osób, a gęstość zaludnienia wynosiła 55 osób/km² (wśród 1786 gmin Franche-Comté La Prétière plasuje się na 595. miejscu pod względem liczby ludności, natomiast pod względem powierzchni na miejscu 981.).